# Kablewa
Kablewa es una comuna rural del departamento de N'guigmi de la región de Diffa, en Níger. En diciembre de 2012 presentaba una población censada de 26 176 habitantes, de los cuales 13 157 eran hombres y 13 019 eran mujeres.
La economía de la comuna es generalmente agropastoral, con una pequeña zona de agricultura de secano en el suroeste. El pueblo alberga un mercado de ganado los sábados.
La localidad se encuentra situada a medio camino entre Diffa y N'guigmi sobre la carretera N1, en las proximidades de la frontera con Nigeria y de la sabana inundada del lago Chad.